# Visual C++

Microsoft Visual C++ 2005, Professional Edition

Visual C++ 6.0

Microsoft Visual C++ (còn được gọi là MSVC) là một sản phẩm Môi trường phát triển tích hợp (IDE) cho các ngôn ngữ lập trình C, C++, và C++/CLI của Microsoft.  Nó có các công cụ cho phát triển và gỡ lỗi mã nguồn C++, đặc biệt là các mã nguồn viết cho Microsoft Windows API, DirectX API, và Microsoft.NET Framework.

## Các đặc trưng
Các chức năng của Visual C++ như tô sáng cú pháp, IntelliSense (chức năng về tự động hoàn thành việc viết mã) và các chức năng gỡ lỗi tiên tiến.
Ví dụ, nó cho phép gỡ lỗi từ xa sử dụng một máy tính khác và cho phép gỡ lỗi bằng cách duyệt qua từng dòng lệnh tại một thời điểm. Chức năng "biên tập và tiếp tục" cho phép thay đổi mã nguồn và dịch lại chương trình trong quá trình gỡ lỗi, mà không cần phải khởi động lại chương trình đang được gỡ lỗi.
Đặc trưng biên dịch và xây dựng hệ thống, tính năng tiền biên dịch các tập tin đầu đề (header files) và liên kết tịnh tiến (incremental link) - chỉ liên kết những phần bị thay đổi trong quá trình xây dựng phần mềm mà không làm lại từ đầu: Những đặc trưng về tính năng này thuyên giảm tổng thời gian biên tập, biên dịch và liên kết chương trình phần mềm, đặc biệt đối với những đề án phần mềm lớn.

## Lịch sử
Phiên bản trước của Visual C Professional Edition được gọi là Microsoft C/C++ Professional Development System. Phiên bản tương đương với Phiên bản Tiêu chuẩn (Standard Edition) ngày nay được gọi là Microsoft QuickC.
- Visual C++ 1.0, có MFC 2.0, là phiên bản đầu tiên của Visual C++, ra đời năm 1992, hỗ trợ cả 16-bit và 32-bit, mặc dù đây là phiên bản tiếp sau của C/C++ 7.0.
- Visual C++ 1.5, có MFC 2.5, hỗ trợ thêm OLE 2.0 và ODBC cho MFC. Nó nguyên chỉ là một phiên bản dùng 16-bit mà thôi và là phiên bản đầu tiên của Visual C++ được in ấn trên CD-ROM. Phiên bản này cũng quan trọng như phiên bản trước với hỗ trợ cho việc xây dựng phần mềm 16-bit.
- Visual C++ 2.0, có MFC 3.0, là phiên bản đầu tiên chỉ dành riêng cho 32-bit, mặc dù vào thời điểm đó cũng có Visual C++ 1.51 (một bản cập nhật của Visual C++ 1.5) ra đời. Các phiên bản cập nhật cho phiên bản này gồm có: Visual C++ 2.1, ra đời cùng lúc với Visual C++ 1.52, là một bản cập nhật khác cho Visual C++ 1.5, và 2.2.
- Visual C++ 4.0, hỗ trợ MFC 4.0, được thiết kế cho Windows 95, cũng như Windows NT. Phiên bản cập nhật cho nó gồm có Visual C++ 4.1 và Visual C++ 4.2, không hỗ trợ Win32s.
- Visual C++ 5.0, hỗ trợ MFC 4.21, là một bản cập nhật chính từ 4.2.
- Visual C++ 6.0, MFC 6.0, ra đời 1998, đã và đang được sử dụng rộng rãi cho các project lớn và nhỏ.
- Visual C++.NET 2002 (còn được gọi là Visual C++ 7.0), hỗ trợ MFC 7.0, ra đời năm 2002, hỗ trợ kiến tạo mã trong khi liên kết (link time code generation) và kiểm lỗi những duyệt thảo trong quá trình thi hành (debugging runtime checks). Phiên bản này còn bao gồm các phần mở rộng sang ngôn ngữ C++, cùng đồng thời kèm theo một giao diện người dùng mới (phân hưởng cùng với Visual Basic và Visual C#). Đây cũng chính là nguyên nhân tại sao Visual C++ 6.0 hiện vẫn còn được sử dụng rộng rãi.
- Visual C++.NET 2003 (còn được gọi là Visual C++ 7.1), bao gồm MFC 7.1, được phát hành trong năm 2003 và là một phiên bản nâng cấp cơ bản đối với Visual C++.NET 2002.
- Embedded Visual C++ (Visual C++ nhúng), được dùng trong dòng hệ điều hành Windows CE. Sau này bộ Microsoft Visual Studio 2005 cũng tích hợp eMbedded Visual C++ như một môi trường phát triển riêng biệt.
- Visual C++ 2005 (Visual C++ 8.0), MFC 8.0, ra đời tháng 11 năm 2005. Hỗ trợ C++/CLI và OpenMP.
- Visual C++ 2008 (Visual C++ 9.0)
- Visual C++ 2010 (Visual C++ 10.0)
- Visual C++ 2012 (Visual C++ 11.0)
- Visual C++ 2013 Visual C++ 12.0)
- Visual C++ 2015 Visual C++ 14.0)

## Các phiên bản hiện thời
Có sáu phiên bản của Visual C++ đang được sẵn sàng cho việc sử dụng:
- Microsoft Visual C++ 2008 Express Edition
- Microsoft Visual Studio 2015 Community
- Microsoft Visual Studio 2015 Professional
- Microsoft Visual Studio 2015 Enterprise
- Microsoft Visual Studio 2015 Code
- Microsoft Visual Studio 2015 Express
- Microsoft Visual Studio 2017 (Community/Professional/Enterprise

Bộ Visual Studio chứa Visual C++.
Microsoft Visual C++ 2015 Express được cho phép tải về miễn phí tại trang chủ MSDN.

## Các liên kết ngoài
- Microsoft's Visual C++ Developer Center
- Microsoft's Visual C++ Developer Center Community
- The Visual C++ 2005 Express Edition free download
- Integrating Visual C++ Toolkit 2003 free optimizing compiler and linker with Visual C++.NET Standard
- Building Win32 Applications Using Visual C++ 2005 Express